# احمد نویر
احمد نویر (انگلیسی: Achmad Nawir; ۱ ژانویهٔ ۱۹۱۱ – آوریل ۱۹۹۵) بازیکن فوتبال اهل اندونزی بود.
وی همچنین در تیم ملی فوتبال هند شرقی هلند بازی کرده‌است.